# Danh sách đĩa nhạc của Britney Spears
Danh sách đĩa nhạc của Britney Spears, ca sĩ nhạc pop, nhạc sĩ và diễn viên người Mỹ, gồm 7 album phòng thu, 3 album tuyển tập, 35 đĩa đơn, 2 đĩa đơn quảng bá và 6 DVD.
Năm 1997, Spears ký hợp đồng với hãng Jive Records và phát hành album đầu tay, ...Baby One More Time vào tháng 1 năm 1999. Album đã ngay lập tức chiếm vị trí quán quân trên Billboard 200 và được chứng nhận Bạch Kim tới 14 lần bởi Hiệp hội thu âm Mỹ. Album bao gồm đĩa đơn thành công toàn cầu "...Baby One More Time", đĩa đơn đã đứng đầu bảng xếp hạng Billboard Hot 100 và (You Drive Me) Crazy". 16 tháng sau khi phát hành album đầu tay, Spears phát hành album phòng thu thứ 2, Oops!... I Did It Again, album đã trở thành album bán chạy nhất bởi một nữ nghệ sĩ với số lượng phát hành tuần đầu lên tới 1,3 triệu bản. "...Oops!" được chứng nhận đĩa kim cương (tương ứng được chứng nhận Bạch Kim 10 lần) bởi RIAA và sản sinh ra các hit tiếp theo là "Oops!... I Did It Again" và "Stronger". Tháng 11 năm 2001, Spears phát hành album Britney (album), tiếp tục mở hàng tại vị trí quán quân của Billboard 200 và sản sinh ra hit mới là "I'm a Slave 4 U", ca khúc đã chuyển đổi mạnh mẽ phong cách của Britney là từ teen pop sang urban pop và R&B.
2 năm sau kể từ Britney, album thứ tư của Spears, In the Zone, phát hành vào tháng 11 năm 2003 đã sản sinh ra hit trên toàn thế giới là "Toxic", ca khúc đã đem lại cho Britney giải Grammy Award đầu tiên trong sự nghiệp. Tháng 11 năm sau, Spears phát hành album tuyển tập đầu tiên Greatest Hits: My Prerogative. Album đã bán được 1 triệu bản tại Mỹ và 6 triệu bản trên toàn thế giới. Tháng 11 năm 2007, album thứ năm của Spears, Blackout được phát hành. Album được chuyên gia đánh giá tích cực bởi âm thanh nhạc dance mới lạ và hiện đại. Tuy nhiên Blackout chỉ đạt vị trí #2 trên Billboard 200, bán được 3 triệu bản trên toàn thế giới, và cũng sản sinh ra 2 hit là "Gimme More" và "Piece of Me". 1 năm sau, Circus, album thứ sáu của cô được phát hành, giúp Spears trở thành nghệ sĩ duy nhất trong lịch sử Nielsen SoundScan, từ 1991 đến nay, có 4 album bán được trên nửa triệu bản trong tuần đầu phát hành chỉ riêng tại Mỹ. Circus bán được 4 triệu bản trên toàn thế giới và sản sinh ra 2 hit lớn là "Womanizer" - ca khúc quán quân thứ hai của Britney tại Mỹ sau gần 1 thập kỷ, và "Circus". Cuối năm sau, Spears phát hành đĩa đơn "3" sau này đã trở thành đĩa đơn quán quân thứ ba của Britney trên Billboard Hot 100 mở đường cho việc phát hành album tuyển tập hit thứ hai.
Tháng 3 năm 2011, Spears phát hành album thứ 7 Femme Fatale tiếp tục đứng đầu tại Billboard 200. Điều này tiếp tục đưa Britney lập thêm kỷ lục trở thành nghệ sĩ đầu tiên có 6 album đạt vị trí quán quân tại Mỹ chỉ trong tuần đầu và cả bảy album đều tuần đầu xuất hiện ở top 2 cũng tại bảng xếp hạng này. Single đầu "Hold It Against Me" trở thành single thứ 4 đứng đầu Hot 100, và là single thứ 2 liên tiếp đạt vị trí quán quân trong tuần đầu.. Đĩa đơn thứ 2 là "Till the World Ends" đạt đến vị trí thứ 3 trên Billboard và trở thành ca khúc thành công nhất của Britney trên sóng radio tại Mỹ, với lượng thính giả lúc cao nhất lên tới gần 100 triệu người.
Spears đã bán được trên 100 triệu đĩa hát trên toàn thế giới, đưa tên tuổi cô vào một trong những nghệ sĩ thành công nhất của nền âm nhạc thế giới. Thêm vào đó, cô cũng được xếp hạng thứ 8 trong top những nghệ sĩ nữ thành công nhất của Mĩ với 32 triệu album được tiêu thụ tại đây và hiện tại là nghệ sĩ bán chạy thứ 5, cũng như là nghệ sĩ thành công nhất thập kỷ đầu thế kỷ 20 của Mỹ. Spears cũng là nghệ sĩ tuổi teen thành công nhất mọi thời đại với 37 triệu album được bán ra trước khi bước sang tuổi 20 và chỉ với 2 năm đầu ca hát.

## Album

### Studio albums
| Năm  | Album                                             | Vị trí cao nhất | Vị trí cao nhất | Vị trí cao nhất | Vị trí cao nhất | Vị trí cao nhất | Vị trí cao nhất | Vị trí cao nhất | Vị trí cao nhất | Vị trí cao nhất | Chứng nhận | Doanh thu |
| Năm  | Album                                             | Mỹ              | Canađa          | Úc              | Anh             | Pháp            | Đức             | Ailen           | Niu Dilân       | Nhật            | Chứng nhận | Doanh thu |
| ---- | ------------------------------------------------- | --------------- | --------------- | --------------- | --------------- | --------------- | --------------- | --------------- | --------------- | --------------- | --- | --- |
| 1999 | ...Baby One More Time - 12 tháng 1 năm 1999       | 1               | 1               | 2               | 2               | 4               | 1               | 1               | 3               | 9               | - EU: 4× Bạch Kim | - EU: 4.600.000 |
| 2000 | Oops!... I Did It Again - 16 tháng 5 năm 2000     | 1               | 1               | 2               | 2               | 1               | 1               | 1               | 2               | 1               | - EU: 4× Bạch Kim | - EU: 4.200.000 |
| 2001 | Britney - 6 tháng 11 năm 2001                     | 1               | 1               | 4               | 4               | 2               | 1               | 8               | 17              | 4               | - EU: 2× Bạch Kim | - EU: 2.000.000 |
| 2003 | In the Zone - 18 tháng 11 năm 2003                | 1               | 3               | 10              | 13              | 1               | 2               | 1               | 25              | 3               | - EU: Bạch Kim | - EU: 1.000.000 |
| 2007 | Blackout - 30 tháng 11 năm 2007                   | 2               | 1               | 3               | 2               | 2               | 10              | 1               | 8               | 4               | - Canada: Bạch Kim - Mỹ: Bạch Kim - Bỉ: Vàng - Brazil: Vàng - Pháp: Vàng - Hungary: Bạch Kim - CH Ailen: Bạch Kim - Nhật Bản: Vàng - Niu Dilân: Vàng - Nga: x3 Bạch Kim - Anh: Vàng | - TG: 3.000.000 - Mỹ: 1.030.000 - EU: 600.000 - Anh: 285.000 - Canada: 180.000 - Nhật: 100.000                                |
| 2008 | Circus - 2 tháng 12 năm 2008                      | 1               | 1               | 3               | 4               | 3               | 9               | 2               | 6               | 5               | - Mỹ: Bạch Kim - Argentina: Vàng - Úc: x2 Bạch Kim - Bỉ: Vàng - Brazil: Vàng - Canada: x3 Bạch Kim - Đan Mạch: Vàng - Pháp: Vàng - Đức: Vàng - Hy Lạp: Vàng - Ả Rập Xê Út: Vàng - Hungary: Vàng - CH Ailen: Bạch Kim - Nhật Bản: Vàng - Mexico: Vàng - Niu Dilân: Bạch Kim - Bồ Đào Nha: Vàng - Nga: x2 Bạch Kim - Thụy Điển: Vàng - Anh: Bạch Kim | - TG: 4.000.000 - Mỹ: 1.720.000 - Anh: 365.000 - Đức: 125.000 - Pháp: 190.000 - Úc: 155.000 - Canada: 260.000 - Nhật: 140.000 |
| 2011 | Femme Fatale - 25 tháng 3 năm 2011                | 1               | 1               | 1               | 8               | 4               | 10              | 4               | 3               | 9               | - Mỹ: Bạch Kim - Úc:Vàng - Brazil: Vàng - Canda: Bạch Kim - CH Séc: Vàng - Pháp: Vàng - CH Alien: Vàng - Mexico: Vàng - Bồ Đào Nha: Bạch Kim - Singapor: Vàng - Hàn Quốc: Vàng - Thụy Sĩ: Vàng - Thụy Điển: Vàng - Anh: Vàng | - TG: 2.000.000 - Mỹ: 800.000 - Anh: 100.000 - Pháp: 90.000 - Canada: 90.000 - Nhật: 70.000 - Brazil: 75.000                  |
| 2013 | Britney Jean - Album thứ 8 - 29 tháng 11 năm 2013 | 4               | 7               | 12              | 34              | 22              | 20              | 15              | 22              | 17              | - Brazil: Bạch Kim - Canada: Vàng - Mexico: Vàng - Nga: Vàng - Venezuela: Vàng | - TG: 600.000 - Mỹ: 272.000 - Brazil: 40.000 - Canada: 40.000                                                                 |
| 2016 | Glory - Album thứ 9 - 26 tháng 8 năm 2016         | 3               | 4               | 4               | 2               | 6               | 3               | 1               | 8               | 19              | | - TG: 400.000 - Mỹ: 130.000 - Brazil: 25.000 - Anh: 20.000                                                                    |

## Album khác
| Năm  | Album                                               | Vị trí cao nhất | Vị trí cao nhất | Vị trí cao nhất | Vị trí cao nhất | Vị trí cao nhất | Vị trí cao nhất | Vị trí cao nhất | Vị trí cao nhất | Vị trí cao nhất | Chứng nhận     | Doanh thu                                 |
| Năm  | Album                                               | Mỹ.             | Canađa          | Úc              | Anh             | Pháp            | Đức             | Ailen           | Niu Dilân       | Nhật            | Chứng nhận     | Doanh thu                                 |
| ---- | --------------------------------------------------- | --------------- | --------------- | --------------- | --------------- | --------------- | --------------- | --------------- | --------------- | --------------- | -------------- | ----------------------------------------- |
| 2004 | Greatest Hits: My Prerogative - 9 tháng 11 năm 2004 | 4               | 3               | 4               | 2               | —               | 4               | 1               | 17              | 1               | - EU: Bạch Kim | - EU: 1.300.000                           |
| 2005 | B in the Mix: The Remixes - 22 tháng 11 năm 2005    | 134             | —               | —               | 98              | 32              | —               | —               | —               | —               |                | - TG: 300.000 - Mỹ: 103.000 - EU: 50.000  |
| 2009 | The Singles Collection - 24 tháng 11 năm 2009       | 22              | 19              | 23              | 38              | —               | 80              | 30              | 22              | 8               |                | - TG: 650.000 - Mỹ: 153.000 - EU: 100.000 |

## Đĩa đơn
| Năm  | Đĩa đơn                                | Album                         | Vị trí cao nhất | Vị trí cao nhất | Vị trí cao nhất | Vị trí cao nhất | Vị trí cao nhất | Vị trí cao nhất | Vị trí cao nhất | Vị trí cao nhất | Vị trí cao nhất | Vị trí cao nhất | Doanh số    |
| Năm  | Đĩa đơn                                | Album                         | Mỹ              | Anh             | Canađa          | Úc              | Đức             | Pháp            | Ailen           | Niu Dilân       | Thuỵ Điển       | TG              | Doanh số    |
| ---- | -------------------------------------- | ----------------------------- | --------------- | --------------- | --------------- | --------------- | --------------- | --------------- | --------------- | --------------- | --------------- | --------------- | ----------- |
| 1998 | "...Baby One More Time"                | ...Baby One More Time         | 1               | 1               | 1               | 1               | 1               | 1               | 1               | 1               | 1               | 1               | 10.000.000  |
| 1999 | "Sometimes"                            | ...Baby One More Time         | 21              | 3               | —               | 2               | 6               | 13              | 5               | 1               | 4               | 5               | 3.452.000   |
| 1999 | "(You Drive Me) Crazy"                 | ...Baby One More Time         | 10              | 5               | 13              | 12              | 4               | 2               | 3               | 5               | 2               | 1               | 4.210.000   |
| 1999 | "Born to Make You Happy" 1             | ...Baby One More Time         | —               | 1               | 21              | —               | 3               | 9               | 1               | —               | 2               | 1               | 3.684.000   |
| 1999 | "From the Bottom of My Broken Heart" 2 | ...Baby One More Time         | 14              | —               | —               | 37              | —               | —               | —               | 23              | —               | —               | 1.085.000   |
| 2000 | "Oops!...I Did It Again"               | Oops!... I Did It Again       | 9               | 1               | 4               | 1               | 2               | 4               | 2               | 1               | 1               | 1               | 5.912.000   |
| 2000 | "Lucky"                                | Oops!... I Did It Again       | 23              | 5               | 50              | 3               | 1               | 16              | 2               | 4               | 1               | 2               | 3.921.000   |
| 2000 | "Stronger"                             | Oops!... I Did It Again       | 11              | 7               | 9               | 13              | 4               | 20              | 6               | 15              | 4               | 3               | 3.541.000   |
| 2001 | "Don't Let Me Be the Last to Know"     | Oops!... I Did It Again       | —               | 12              | 34              | —               | 12              | 27              | 12              | —               | 12              | 10              | 815.000     |
| 2001 | "I'm a Slave 4 U"                      | Britney                       | 27              | 4               | 8               | 7               | 3               | 8               | 6               | 13              | 7               | 5               | 3.315.000   |
| 2001 | "Overprotected"                        | Britney                       | 86              | 4               | 2               | 16              | —               | 15              | 9               | —               | 2               | 6               | 2.050.000   |
| 2002 | "I'm Not a Girl, Not Yet a Woman"      | Britney                       | —               | 2               | —               | 7               | 10              | 25              | 3               | 40              | 4               | 6               | 2.150.000   |
| 2002 | "I Love Rock 'n' Roll" 4               | Britney                       | —               | 13              | 33              | 13              | 7               | —               | 8               | —               | 15              | 37              | 720.000     |
| 2002 | "Boys"                                 | Britney                       | —               | 7               | 21              | 14              | 19              | 55              | 10              | 39              | 9               | 18              | 540.000     |
| 2003 | "Me Against the Music"                 | In the Zone                   | 35              | 2               | 2               | 1               | 5               | 11              | 1               | 13              | 5               | 1               | 5.310.000   |
| 2004 | "Toxic"                                | In the Zone                   | 9               | 1               | 1               | 1               | 4               | 3               | 1               | 2               | 2               | 1               | 5.410.000   |
| 2004 | "Everytime"                            | In the Zone                   | 15              | 1               | 2               | 1               | 4               | 2               | 1               | —               | 3               | 1               | 4.150.000   |
| 2004 | "My Prerogative"                       | Greatest Hits: My Prerogative | —               | 3               | —               | 7               | 3               | 18              | 1               | 17              | 6               | 4               | 1.150.000   |
| 2005 | "Do Somethin'" 4                       | Greatest Hits: My Prerogative | 100             | 6               | 16              | 8               | 18              | 70              | 4               | —               | 10              | 13              | 812.000     |
| 2007 | "Gimme More"                           | Blackout                      | 3               | 3               | 1               | 3               | 7               | 5               | 2               | 15              | 2               | 2               | 3.380.000   |
| 2007 | "Piece of Me"                          | Blackout                      | 18              | 2               | 5               | 2               | 7               | —               | 1               | 4               | 9               | 6               | 2.541.000   |
| 2008 | "Break the Ice"                        | Blackout                      | 43              | 15              | 9               | 23              | 25              | —               | 7               | 24              | 11              | 20              | 1.250.000   |
| 2008 | "Womanizer"                            | Circus                        | 1               | 3               | 1               | 5               | 4               | 1               | 2               | 9               | 1               | 1               | 6.541.000   |
| 2008 | "Circus"                               | Circus                        | 3               | 13              | 2               | 6               | 11              | —               | 12              | 4               | 6               | 7               | 5.510.000   |
| 2009 | "If U Seek Amy"                        | Circus                        | 19              | 20              | 13              | 11              | 36              | —               | 11              | 17              | 13              | 18              | 2.010.000   |
| 2009 | "Radar"                                | Circus                        | 88              | 46              | 53              | 46              | —               | —               | 32              | 32              | 8               | —               | 765.000     |
| 2009 | "3"                                    | The Singles Collection        | 1               | 7               | 1               | 6               | 18              | —               | 7               | 12              | 2               | 2               | 3.152.000   |
| 2011 | "Hold It Against Me"                   | Femme Fatale                  | 1               | 6               | 1               | 4               | 23              | 31              | 5               | 1               | 9               | 2               | 2.609.000   |
| 2011 | "Till the World Ends"                  | Femme Fatale                  | 3               | 21              | 4               | 8               | 27              | 8               | 7               | 10              | 2               | 6               | 3.050.000   |
| 2011 | "I Wanna Go"                           | Femme Fatale                  | 11              | 138             | 8               | 31              | -               | 18              | 41              | 22              | 40              | 17              | - 2.011.000 |

### Các đĩa đơn khác
| Năm  | Đĩa đơn               | Vị trí cao nhất | Vị trí cao nhất | Vị trí cao nhất | Vị trí cao nhất | Vị trí cao nhất | Vị trí cao nhất | Vị trí cao nhất | Vị trí cao nhất | Vị trí cao nhất | Vị trí cao nhất | Album                         |
| Năm  | Đĩa đơn               | CAN             | GER             | FRA             | SWE             | IRE             | U.S.            | POP             | AUS             | NZ              | PHI             | Album                         |
| ---- | --------------------- | --------------- | --------------- | --------------- | --------------- | --------------- | --------------- | --------------- | --------------- | --------------- | --------------- | ----------------------------- |
| 2004 | "Chris Cox Megamix" 5 | —               | —               | —               | —               | —               | —               | —               | —               | —               | —               | Greatest Hits: My Prerogative |

Ghi chú:
- 1 Chỉ phát hành tại Canada và châu Âu
- 2 Chỉ phát hành tại Mỹ, Úc, New Zealand and Mỹ Latin
- 3 Chỉ phát hành tại Pháp và Brazil
- 4 Không phát hành tại Mỹ

## DVD
| Năm  | DVD                           | Vị trí cao nhất (Mỹ) | Doanh số | Doanh số |
| Năm  | DVD                           | Vị trí cao nhất (Mỹ) | Mỹ       | Thế giới |
| ---- | ----------------------------- | -------------------- | -------- | -------- |
| 1999 | Time Out with Britney Spears  | 7                    | 314.000  | 900.000  |
| 2000 | Live and More!                | 4                    | 309.000  | 500.000  |
| 2001 | Britney: The Videos           | 1                    | 206.000  | 300.000  |
| 2002 | Live from Las Vegas           | 1                    | 224.000  | 350.000  |
| 2004 | In the Zone                   | 1                    | 110.000  | 150.000  |
| 2004 | Greatest Hits: My Prerogative | 1                    | 208.000  | 450.000  |
| 2005 | Britney & Kevin: Chaotic      | 1                    | -        | 100.000  |
| 2009 | Britney: For the Record       | 1                    | 15.000   | 100.000  |

## Tour
| Năm       | Tên tour                            | Quảng cáo album         | Lịch trình | Số buổi diễn | Doanh thu    |
| --------- | ----------------------------------- | ----------------------- | --- | ------------ | ------------ |
| 1999-2000 | ...Baby One More Time Tour          | ...Baby One More Time   | 28/06/1999 – 20/04/2000 (Bắc Mỹ) | 80           | -            |
| 2000-2001 | Oops!... I Did It Again World Tour  | Oops!... I Did It Again | 20/06/2000 – 20/09/2000 (Bắc Mỹ) 08/10/2000 – 21/11/2000 (Châu Âu) 18/01/2001 (Brazil)                                                | 90           | $40,500,000  |
| 2001-2002 | Dream Within a Dream Tour           | Britney                 | 01/11/2001 – 21/12/2001 (Bắc Mỹ) 25/04/2002 (Nhật Bản) 24/05/2002 - 28/07/2002 (Bắc Mỹ)                                               | 68           | $43,700,000  |
| 2004      | The Onyx Hotel Tour                 | In the Zone             | 02/03/2004 – 14/04/2004 (Bắc Mỹ) 26/04/2004 – 06/07/2004 (Châu Âu)                                                                    | 54           | $34,000,000  |
| 2009      | The Circus Starring: Britney Spears | Circus                  | 03/03/2009 – 05/05/2009 (Bắc Mỹ) 03/06/2009 – 26/07/2009 (Châu Âu) 20/08/2009 - 27/09/2009 (Bắc Mỹ) 06/11/2009 - 29/11/2009 (Châu Úc) | 97           | $131,800,000 |